# Alexandre Sergueïevitch Dolgoroukov
Pour les autres membres de la famille, voir famille Dolgoroukov.
Le prince Alexandre Sergueïevitch Dolgoroukov (en russe : Долгоруков, Александр Сергеевич), né en 1841 au Palais de Roumiantsev-Zadounaïsko et mort en 1912, est un maréchal et un homme politique russe.

## Biographie
Il est maréchal en 1899, membre du Conseil d'État en 1905, maître de cérémonie lors du couronnement de l'empereur Alexandre III en 1883 et maître suprême des cérémonies au couronnement de l'empereur Nicolas II et d'Alexandra Fedorovna.

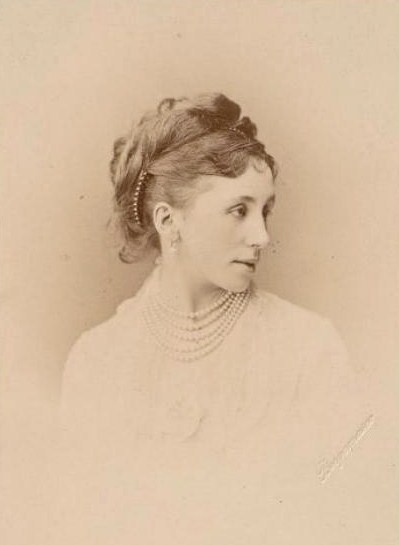
Son épouse Olga, née Chouvalova, princesse et Dame d'État.